# Psilosticha mactaria
Espèce
Psilosticha mactaria est un insecte lépidoptère de la famille des Geometridae qui vit en Australie.